# مایکل کین (بازیکن فوتبال، زاده ۱۹۹۴)
مایکل کین (انگلیسی: Michael Cain؛ زادهٔ ۴ دسامبر ۱۹۹۴) بازیکن فوتبال اهل بریتانیا است.
از باشگاه‌هایی که در آن بازی کرده‌است می‌توان به باشگاه فوتبال منزفیلد تاون، باشگاه فوتبال رانونگ، باشگاه فوتبال لوتون تاون، باشگاه فوتبال وایت‌هاوک، باشگاه فوتبال بلکپول، باشگاه فوتبال همل همپستید تاون، باشگاه فوتبال هیتچین تاون، باشگاه فوتبال والسال، و باشگاه فوتبال لستر سیتی اشاره کرد.